# Michael Jackson's This Is It (album)
Michael Jackson's This Is It (hoặc đơn giản This Is It) là một album nhạc phim di sản của nghệ sĩ thu âm người Mỹ Michael Jackson, phát hành ngày 26 tháng 10 năm 2009 bởi MJJ Music. Nó là tập hợp những bài hát từng được Jackson luyện tập cho chuỗi đêm diễn đánh dấu sự trở lại của ông This Is It (2009-10), nhưng đã bị hủy bỏ sau sự ra đi đột ngột của nam ca sĩ, và xuất hiện trong bộ phim tài liệu cùng tên phát hành cùng thời điểm. Ngoài ra, album còn bao gồm những bản thu âm chưa từng được công bố hoặc phát hành của ông. Đây là album di sản thứ sáu của Jackson được phát hành bởi Sony Music và Universal Motown Records, sau khi nam ca sĩ qua đời vào tháng 6 năm 2009.
Sau khi phát hành, Michael Jackson's This Is It nhận được những phản ứng đa phần là tích cực từ các nhà phê bình âm nhạc, và gặt hái những thành công vượt trội về mặt thương mại. Nó ra mắt ở vị trí số một trên bảng xếp hạng Billboard 200 với 373,000 bản được tiêu thụ trong tuần đầu phát hành, trở thành album quán quân thứ sáu của Jackson tại Hoa Kỳ. Album cũng được chứng nhận hai đĩa Bạch kim từ Hiệp hội Công nghiệp ghi âm Mỹ (RIAA), công nhận hai triệu bản đã được tiêu thụ tại đây. Trên thị trường quốc tế, Michael Jackson's This Is It cũng gặt hái những thành công tương tự, ra mắt ở vị trí quán quân trên các bảng xếp hạng thuộc 14 quốc gia, bao gồm Bỉ, Brazil, Canada, Hà Lan, Pháp, Hungary, Ý, Nhật, New Zealand và Thụy Điển, và lọt vào top 5 ở hầu hết những quốc gia khác. Tính đến nay, nó đã bán được hơn sáu triệu bản trên toàn cầu, và là album bán chạy thứ ba của năm 2009 trên toàn thế giới.
Bài hát chủ đề cùng tên với album đã được phát hành làm đĩa đơn, với một video ca nhạc đi kèm với những hình ảnh tập luyện cuối cùng của Jackson trước khi qua đời. Nó được viết lời bởi Jackson và Paul Anka vào năm 1983, và dự định thu âm như là một bản song ca cho album của Anka, Walk a Fine Line. Bài hát được giới chuyên môn đánh giá cao, và nhận được một đề cử giải Grammy cho Trình diễn giọng pop nam xuất sắc nhất tại lễ trao giải thường niên lần thứ 53. Mặc dù đạt được những thành công về mặt chuyên môn lẫn thương mại, album cũng như bộ phim tài liệu Michael Jackson's This Is It đã vấp phải nhiều phản ứng tiêu cực về việc chỉ được phát hành với mục đích lợi nhuận.

## Danh sách bài hát
| Đĩa 1            | Đĩa 1                                                                             | Đĩa 1                                                   | Đĩa 1      |
| STT              | Nhan đề                                                                           | Sáng tác                                                | Thời lượng |
| ---------------- | --------------------------------------------------------------------------------- | ------------------------------------------------------- | ---------- |
| 1.               | "Wanna Be Startin' Somethin'" (từ Thriller, 1982)                                 | Michael Jackson                                         | 06:03      |
| 2.               | "Jam" (từ Dangerous, 1991)                                                        | Michael Jackson, René Moore, Bruce Swedien, Teddy Riley | 05:39      |
| 3.               | "They Don't Care About Us" (từ HIStory: Past, Present and Future, Book I, 1995)   | Michael Jackson                                         | 04:45      |
| 4.               | "Human Nature" (từ Thriller, 1982)                                                | Steve Porcaro, John Bettis                              | 04:06      |
| 5.               | "Smooth Criminal" (từ Bad, 1987)                                                  | Michael Jackson                                         | 04:18      |
| 6.               | "The Way You Make Me Feel" (từ Bad, 1987)                                         | Michael Jackson                                         | 04:59      |
| 7.               | "Shake Your Body (Down to the Ground)" (bản 7") (The Jacksons) (từ Destiny, 1978) | Michael Jackson, Randy Jackson                          | 03:54      |
| 8.               | "I Just Can't Stop Loving You" (hợp tác với Siedah Garrett) (từ Bad, 1987)        | Michael Jackson                                         | 04:13      |
| 9.               | "Thriller" (từ Thriller, 1982)                                                    | Rod Temperton                                           | 05:58      |
| 10.              | "Beat It" (từ Thriller, 1982)                                                     | Michael Jackson                                         | 04:18      |
| 11.              | "Black or White" (từ Dangerous, 1991)                                             | Michael Jackson, lời rap bởi Bill Bottrell              | 04:17      |
| 12.              | "Earth Song" (từ HIStory: Past, Present and Future, Book I, 1995)                 | Michael Jackson                                         | 06:47      |
| 13.              | "Billie Jean" (từ Thriller, 1982)                                                 | Michael Jackson                                         | 04:55      |
| 14.              | "Man in the Mirror" (từ Bad, 1987)                                                | Siedah Garrett, Glen Ballard                            | 05:21      |
| 15.              | "This Is It"                                                                      | Michael Jackson, Paul Anka                              | 03:38      |
| 16.              | "This Is It" (bản giao hưởng)                                                     | Michael Jackson, Paul Anka                              | 04:56      |
| Tổng thời lượng: | Tổng thời lượng:                                                                  | Tổng thời lượng:                                        | 78:04      |

| Đĩa 2            | Đĩa 2                                        | Đĩa 2            | Đĩa 2      |
| STT              | Nhan đề                                      | Sáng tác         | Thời lượng |
| ---------------- | -------------------------------------------- | ---------------- | ---------- |
| 1.               | "She's Out of My Life" (bản thu nháp)        | Tom Bahler       | 03:20      |
| 2.               | "Wanna Be Startin' Somethin'" (bản thu nháp) | Michael Jackson  | 05:44      |
| 3.               | "Beat It" (bản thu nháp)                     | Michael Jackson  | 02:04      |
| 4.               | "Planet Earth" (bài thơ)                     | Michael Jackson  | 03:15      |
| Tổng thời lượng: | Tổng thời lượng:                             | Tổng thời lượng: | 14:24      |

| EP Selections from Michael Jackson's This Is It | EP Selections from Michael Jackson's This Is It | EP Selections from Michael Jackson's This Is It | EP Selections from Michael Jackson's This Is It |
| STT                                             | Nhan đề                                         | Sáng tác                                        | Thời lượng                                      |
| ----------------------------------------------- | ----------------------------------------------- | ----------------------------------------------- | ----------------------------------------------- |
| 1.                                              | "This Is It"                                    | Michael Jackson, Paul Anka                      | 03:38                                           |
| 2.                                              | "This Is It" (bản giao hưởng)                   | Michael Jackson, Paul Anka                      | 04:56                                           |
| 3.                                              | "She's Out of My Life" (bản thu nháp)           | Tom Bahler                                      | 03:20                                           |
| 4.                                              | "Wanna Be Startin' Somethin'" (bản thu nháp)    | Michael Jackson                                 | 05:44                                           |
| 5.                                              | "Beat It" (bản thu nháp)                        | Michael Jackson                                 | 02:04                                           |
| 6.                                              | "Planet Earth" (bài thơ)                        | Michael Jackson                                 | 03:15                                           |
| Tổng thời lượng:                                | Tổng thời lượng:                                | Tổng thời lượng:                                | 22:12                                           |

Ghi chú
- Cả hai phiên bản của "This Is It" và toàn bộ đĩa 2 được phát hành riêng biệt dưới dạng EP nhạc số, mang tên Selections from Michael Jackson's This Is It.[5]
- "Smooth Criminal" không xuất hiện trong phiên bản phát hành tại Trung Quốc.[6]
- Mặc dù tất cả những bài hát đều được giới thiệu là bản gốc đầy đủ thời lượng, "Shake Your Body (Down to the Ground)" là bản 7" chỉnh sửa.
- Một phiên bản thân thiện với môi trường được bán độc quyền tại Walmart, và chỉ bao gồm đĩa đầu tiên.[7]

## Xếp hạng
| Bảng xếp hạng (2009)                     | Vị trí cao nhất |
| ---------------------------------------- | --------------- |
| Album Úc (ARIA)                          | 2               |
| Album Áo (Ö3 Austria)                    | 2               |
| Album Bỉ (Ultratop Vlaanderen)           | 1               |
| Album Bỉ (Ultratop Wallonie)             | 1               |
| Brazil (ABPD)                            | 1               |
| Album Canada (Billboard)                 | 1               |
| Cộng Hòa Séc (ČNS IFPI)                  | 2               |
| Album Đan Mạch (Hitlisten)               | 2               |
| Châu Âu (Billboard)                      | 1               |
| Album Hà Lan (Album Top 100)             | 1               |
| Album Phần Lan (Suomen virallinen lista) | 11              |
| Album Pháp (SNEP)                        | 1               |
| Đức (Offizielle Top 100)                 | 3               |
| Hy Lạp Quốc tế (IFPI)                    | 1               |
| Album Hungaria (MAHASZ)                  | 1               |
| Album Ireland (IRMA)                     | 3               |
| Album Ý (FIMI)                           | 1               |
| Nhật Bản (Oricon)                        | 1               |
| Mexico (Top 100 Mexico)                  | 3               |
| Album New Zealand (RMNZ)                 | 1               |
| Album Na Uy (VG-lista)                   | 3               |
| Album Ba Lan (ZPAV)                      | 7               |
| Album Bồ Đào Nha (AFP)                   | 2               |
| Album Scotland (OCC)                     | 5               |
| Album Tây Ban Nha (PROMUSICAE)           | 3               |
| Album Thụy Điển (Sverigetopplistan)      | 1               |
| Album Thụy Sĩ (Schweizer Hitparade)      | 2               |
| Album Anh Quốc (OCC)                     | 3               |
| Album Hoa Kỳ Billboard 200               | 2               |
| Album Hoa Kỳ Top R&B/Hip-Hop (Billboard) | 1               |
| Album Hoa Kỳ Soundtrack (Billboard)      | 1               |

| Bảng xếp hạng (2009)                     | Vị trí |
| ---------------------------------------- | ------ |
| Australian Albums (ARIA)                 | 26     |
| Austrian Albums (Ö3 Austria)             | 38     |
| Belgian Albums (Ultratop Flanders)       | 12     |
| Belgian Albums (Ultratop Wallonia)       | 26     |
| Canadian Albums (Billboard)              | 30     |
| Danish Albums (Hitlisten)                | 12     |
| European Albums (Billboard)              | 47     |
| Dutch Albums (MegaCharts)                | 12     |
| Finnish Albums (Suomen virallinen lista) | 16     |
| French Albums (SNEP)                     | 14     |
| German Albums (Offizielle Top 100)       | 64     |
| Italian Albums (FIMI)                    | 15     |
| Japanese Albums (Oricon)                 | 21     |
| Mexican Albums (Top 100 Mexico)          | 100    |
| New Zealand (Recorded Music NZ)          | 10     |
| Polish Albums (ZPAV)                     | 24     |
| Spanish Albums (PROMUSICAE)              | 15     |
| Swedish Albums (Sverigetopplistan)       | 9      |
| Swiss Albums (Schweizer Hitparade)       | 28     |
| UK Albums (OCC)                          | 24     |
| US Billboard 200                         | 43     |
| US Top R&B/Hip Hop Albums (Billboard)    | 47     |
| US Top Soundtrack Albums (Billboard)     | 4      |
| Bảng xếp hạng (2010)                     | Vị trí |
| Austrian Albums (Ö3 Austria)             | 56     |
| Belgian Albums (Ultratop Flanders)       | 2      |
| Belgian Albums (Ultratop Wallonia)       | 12     |
| Canadian Albums (Billboard)              | 19     |
| Danish Albums (Hitlisten)                | 61     |
| European Albums (Billboard)              | 10     |
| Dutch Albums (MegaCharts)                | 30     |
| French Albums (SNEP)                     | 43     |
| German Albums (Offizielle Top 100)       | 85     |
| Hungarian Albums (MAHASZ)                | 62     |
| Italian Albums (FIMI)                    | 8      |
| Japanese Albums (Oricon)                 | 55     |
| New Zealand (Recorded Music NZ)          | 46     |
| Spanish Albums (PROMUSICAE)              | 21     |
| Swedish Albums (Sverigetopplistan)       | 58     |
| Swiss Albums (Schweizer Hitparade)       | 34     |
| UK Albums (OCC)                          | 183    |
| US Billboard 200                         | 22     |
| US Top R&B/Hip Hop Albums (Billboard)    | 8      |

## Chứng nhận
| Quốc gia                                                                           | Chứng nhận  | Số đơn vị/doanh số chứng nhận |
| ---------------------------------------------------------------------------------- | ----------- | ----------------------------- |
| Úc (ARIA)                                                                          | Bạch kim    | 70.000^                       |
| Áo (IFPI Áo)                                                                       | Bạch kim    | 20.000*                       |
| Bỉ (BEA)                                                                           | 2× Bạch kim | 0*                            |
| Canada (Music Canada)                                                              | 2× Bạch kim | 160.000^                      |
| Đan Mạch (IFPI Đan Mạch)                                                           | Bạch kim    | 0^                            |
| Phần Lan (Musiikkituottajat)                                                       | Vàng        | 10,000                        |
| Đức (BVMI)                                                                         | Vàng        | 150.000^                      |
| Hy Lạp (IFPI Hy Lạp)                                                               | Bạch kim    | 15,000^                       |
| Hungary (Mahasz)                                                                   | 2× Bạch kim | 12.000^                       |
| Ireland (IRMA)                                                                     | Bạch kim    | 15.000^                       |
| Ý (FIMI)                                                                           | 4× Bạch kim | 280.000*                      |
| Nhật Bản (RIAJ)                                                                    | Bạch kim    | 0^                            |
| México (AMPROFON)                                                                  | Vàng        | 40,000^                       |
| Hà Lan (NVPI)                                                                      | Vàng        | 6,000^                        |
| New Zealand (RMNZ)                                                                 | 2× Bạch kim | 30.000^                       |
| Ba Lan (ZPAV)                                                                      | Bạch kim    | 20.000*                       |
| Thụy Điển (GLF)                                                                    | Bạch kim    | 40.000‡                       |
| Tây Ban Nha (PROMUSICAE)                                                           | Bạch kim    | 0^                            |
| Anh Quốc (BPI)                                                                     | 2× Bạch kim | 600.000^                      |
| Hoa Kỳ (RIAA)                                                                      | 2× Bạch kim | 2.000.000^                    |
| * Chứng nhận dựa theo doanh số tiêu thụ. ^ Chứng nhận dựa theo doanh số nhập hàng. |             |                               |